# Alain Lanceron
Alain Lanceron est un producteur musical français, né à Nice en 1949.

## Biographie
Alain Lanceron est diplômé de l'École Supérieure de Commerce de Paris et licencié en Sciences Économiques. Engagé chez Pathé Marconi-EMI en 1972, il est nommé en 1973 responsable des Projets Spéciaux et travaille par ailleurs comme critique musical (1970-1980) dans différents journaux et magazines (L’Aurore, Valeurs actuelles, Le Spectacle du Monde, Scherzo, Lyrica, L'Avant-scène opéra…).        
En novembre 1978, il est nommé directeur du département classique de Pathé Marconi-EMI. En juin 1996, il prend, parallèlement à ses activités pour EMI Music France, la présidence mondiale de Virgin Classics dont les bureaux sont rapatriés de Londres à Paris. Entre 1996 et 2000, Alain Lanceron dirige également le département Jazz d’EMI France pour lequel il crée avec succès un programme d’enregistrement local. De 2007 à 2009, il est – en plus des activités précédentes – Vice Président Artistes et Répertoire pour le label EMI Classics.            
Au cours de sa carrière, Alain Lanceron a réalisé plus de 1000 enregistrements avec les plus grands artistes classiques de notre époque, dont 250 de musique française. Il participe ainsi à la redécouverte du patrimoine français avec de nombreux enregistrements en première mondiale. Par ailleurs, il a créé plusieurs séries de rééditions qui ont fait date sur le marché français (Références, Les Introuvables, La voix de son Maître, Rouge et Noir, etc), assurant ainsi la pérennité des grands
enregistrements du passé.            
À la suite du rachat des labels classiques d’EMI par le groupe Warner, Alain Lanceron est nommé en avril 2014 Président de Warner Classics & Erato, seuls labels classiques d’une multinationale basés à Paris.
En mai 2005, le Ministère de la Culture lui confie la présidence du Cnipal (Centre National d'Insertion Professionnelle d'Artistes Lyriques) qu’il conserve jusqu’à la dissolution du centre en 2016. Il est également Président des Victoires de la Musique Classique de 2006 à 2010 et conseiller artistique de l’Opéra de Nice pour la saison 2010-2011. Il est par ailleurs nommé Président de l’Académie Francis Poulenc, basée à Tours, pour la saison 2017-2018 et, depuis septembre 2018, conseiller pour les distributions auprès de l’Opéra de Rouen.
Alain Lanceron reçoit en 2013 du magazine anglais Gramophone, un « Special achievement Award » pour sa « contribution incomparable à la musique enregistrée ». En mars 2014, ce même magazine le fait entrer dans le « Gramophone Hall of Fame » regroupant les acteurs marquants de la musique classique dans le monde.
Alain Lanceron est régulièrement invité à participer à des jurys de concours chant, tant en France qu’à l’étranger : Concours International de Chant de Toulouse, Concours International de Bel Canto Vicenzo Bellini, Seoul International Music Competition, Dallas Opera Vocal Competition,  Gesangswettbewerb "Die Meistersinger von Nürnberg", etc.

## Distinctions
- Chevalier de la Légion d'honneur
- Chevalier de l'ordre national du Mérite
- Officier de l'ordre des Arts et des Lettres (2022)[3]